# 瑪麗·沃倫諾夫
瑪麗·沃倫諾夫（英語：Mary Woronov，1943年12月8日—），美國女演員、製片人與畫家。憑藉與安迪·沃荷與羅傑·科曼的合作而被稱為「邪典巨星」。沃倫諾夫出演過超過80部電影，也多次出現在美國主流電視劇和舞台劇中。她經常與朋友保羅·巴特爾合作演出，在合作的17部電影中扮演一對已婚夫妻。

## 早期生活
瑪麗·沃倫諾夫出生於佛罗里达州棕榈滩浪花酒店。母親卡蘿·埃什霍爾茨（Carol Eschholz）二戰期間曾暫時在瑞姆總醫院（Ream General Hospital）工作。母親1949年與布鲁克林高地的癌症外科醫生維克多·D·沃倫諾夫（Victor D. Woronov）結婚，一家人定居於此，從而被繼父合法收養。

## 個人生活
沃倫諾夫1970年與製片人兼導演泰德·格舒尼（Ted Gershuny）結婚，於1973年離婚前與他一起完成了三部電影——《凱梅克》（Kemek，1970年）、《寂靜之夜，血腥之夜》（1972年）和《小甜餅》（1973年）。1976年與製片人弗雷德·懷特黑德（Fred Whitehead）結婚，後來離婚收場。

## 外部連結
- 官方网站
- 瑪麗·沃倫諾夫在互联网电影资料库（IMDb）上的資料（英文）